# Broktjärnen (Lillhärdals socken, Härjedalen)
Broktjärnen är en sjö i Härjedalens kommun i Härjedalen och ingår i Ljusnans huvudavrinningsområde.